# Antonio Canopolo
Antonio Canopolo (Sassari, 1540 circa – 19 agosto 1621) è stato un arcivescovo cattolico italiano.

## Biografia
Nacque da una famiglia proveniente dalla Corsica. Fu pievano di Bitti dal 1577 al 1588, anno in cui fu nominato arcivescovo di Oristano con bolla pontificia del 13 ottobre 1588. Nel novembre del 1620 fu nominato arcivescovo di Sassari, ma morì nell'agosto 1621, probabilmente prima di prendere possesso dell'arcidiocesi.
Il Canopolo fondò a Sassari, nel 1611, un Seminario Tridentino, detto poi Canopoleno, spostatosi nel XVIII secolo nella Casa Professa di Gesù-Maria eretta dai gesuiti, oggi sede della Pinacoteca Nazionale di Sassari.
Grazie alle sue donazioni e alle relative condizioni per l'effettiva elargizione, permise di aprire pubblicamente le lezioni fino ad allora impartite ai soli studenti di teologia del collegio gesuitico fatto fondare da Alessio Fontana, dando vita di fatto all'università di Sassari.

## Omaggi
Gli è intitolata una via del centro storico di Sassari, e porta sempre il suo nome il Seminario da lui fondato nel 1611, oggi evolutosi in Convitto Nazionale Canopoleno, comprendente asilo, scuole elementari, medie, un liceo classico con tre diversi indirizzi ed un liceo scientifico con due indirizzi.